# Pansémiotique
 (juin 2010).
Si vous disposez d'ouvrages ou d'articles de référence ou si vous connaissez des sites web de qualité traitant du thème abordé ici, merci de compléter l'article en donnant les références utiles à sa vérifiabilité et en les liant à la section « Notes et références ».
La pansémiotique est la théorie totale des signes, selon laquelle tout, dans le Cosmos, est signe. Étymologiquement, c'est la juxtaposition du mot grec pan, qui signifie toute la nature, et du terme sémiotique, qui signifie théorie générale des signes.